# Thám tử tư

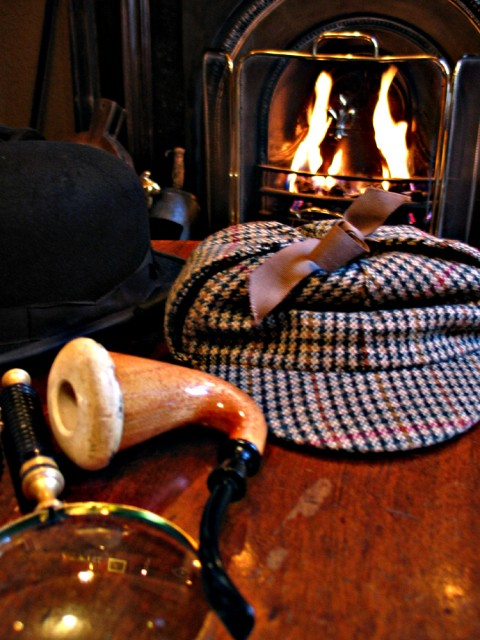
Sherlock Holmes, một thám tử tư hư cấu huyền thoại.

Thám tử tư (viết tắt tên quốc tế tiếng Anh là: PI-Private investigator) là người chuyên thực hiện các hoạt động điều tra, theo dõi, giám sát, xác minh các vụ việc một cách độc lập theo yêu cầu. Đây là một ngành nghề với bản chất là cung cấp các dịch vụ điều tra, thu thập các thông tin và được nhận thù lao hay phí tổn. Tại nhiều nước trên thế giới, nghề thám tử tư là một nghề được các nhà nước công nhận như bao nhiêu ngành nghề khác. Tự điển tiếng Việt định nghĩa "thám tử" là "người làm việc dò xét".

## Lịch sử

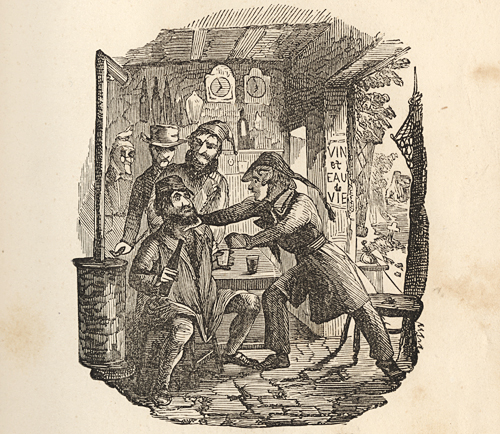
1859 illustration of Vidocq arresting a robber after tracking him down

Vào năm 1833, Eugène François Vidocq, một cựu quân nhân và tội phạm người Pháp, thành lập công ty thám tử tư đầu tiên được biết đến với tên gọi "Le Bureau des Renseignements Universels pour le commerce et l'Industrie"  ("Công ty Thông tin Chung về Thương mại và Công nghiệp") và thuê những người có quá khứ tội phạm. Ban đầu, công việc của các thám tử tư chủ yếu là thực hiện các nhiệm vụ mà khách hàng cảm thấy cảnh sát không có đủ trang thiết bị hoặc không sẵn lòng thực hiện. Cảnh sát chính thức đã nhiều lần cố gắng đóng cửa công ty này. Vào năm 1842, cảnh sát bắt giữ Vidocq với cáo buộc tống tiền và lừa đảo sau khi anh ta giải quyết một vụ trộm. Sau đó, Vidocq nghi ngờ rằng đó đã là một vụ câu cá. Anh bị kết án 5 năm tù và phạt 3.000 franc, nhưng Tòa án phúc thẩm đã thả anh ta. Vidocq được ghi nhận đã đưa công việc ghi chú, khoa học tội phạm và tư duy hình sự vào công tác điều tra tội phạm. Anh ta đã tạo ra bản sao đầu tiên của dấu chân giày bằng chất làm khuôn. Anh cũng đã phát minh mực viết không thể tẩy xóa và giấy kết dính không thể sửa đổi trong công ty in ấn của mình. Phương pháp đo người hình của anh vẫn được cảnh sát Pháp sử dụng một phần. Anh cũng được ghi nhận với những công việc từ thiện - anh tuyên bố không bao giờ tố cáo bất kỳ ai đã trộm vì mục đích thực sự.
Tại Vương quốc Anh, Charles Frederick Field thành lập một văn phòng điều tra sau khi nghỉ hưu từ Cảnh sát Đô thị vào năm 1852. Field trở thành bạn của Charles Dickens, và ông đã viết bài báo về ông. Năm 1862, một trong nhân viên của ông, người Hungary Ignatius Paul Pollaky, rời ông và thành lập một công ty đối thủ. Mặc dù hiện nay ít được nhắc đến, nhưng vào thời điểm đó, sự nổi tiếng của Pollaky rất lớn đến mức ông được đề cập trong các cuốn sách vào những năm 1870 và trở thành "Paddington" Pollaky vĩ đại với sự "sắc sảo thông minh" trong vở opera hài năm 1881, Patience.

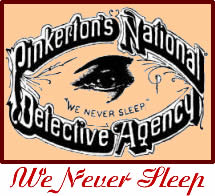
Logo của Pinkerton National Detective Agency

Ở Hoa Kỳ, Allan Pinkerton thành lập Pinkerton National Detective Agency - một công ty thám tử tư - vào năm 1850. Pinkerton trở nên nổi tiếng khi ngăn chặn một âm mưu ám sát Tổng thống đắc cử Abraham Lincoln vào năm 1861. 
Các điệp viên của Pinkerton thực hiện một loạt các dịch vụ, bao gồm điều tra ngầm và phát hiện tội phạm, bảo vệ cây trồng và đảm bảo an ninh trang bị vũ trang. Trong thời kỳ hoạt động sôi động nhất, số lượng điệp viên và dự bị của Pinkerton National Detective Agency không thua kém số lượng binh sĩ và dự bị đang hoạt động trong Quân đội Hoa Kỳ. Allan Pinkerton thuê Kate Warne vào năm 1856 làm một thám tử tư, đánh dấu cô trở thành nữ thám tử tư đầu tiên ở Mỹ.
Một vai trò quan trọng khác của ngành thám tử tư mới này là hỗ trợ các công ty trong các tranh chấp lao động. Một số thám tử tư sớm đã cung cấp các lính canh vũ trang để thực hiện nhiệm vụ như một lực lượng vũ trang tư nhân. Trong thời kỳ bất ổn của công đoàn ở Hoa Kỳ vào cuối thế kỷ 19, các chủ doanh nghiệp thuê các điệp viên Pinkerton làm nhân viên ngầm để xâm nhập và phá hoại hoạt động của công đoàn hoặc làm lính canh vũ trang cho các nhà máy. Sau vụ việc Homestead Riot vào năm 1892, một số tiểu bang đã thông qua các "đạo luật chống Pinkerton" để cấm nhập khẩu lính bảo vệ tư nhân trong các cuộc đình công của công đoàn. Đạo luật Liên bang Anti-Pinkerton Act năm 1893 tiếp tục cấm "một cá nhân được thuê bởi Công ty Thám tử Pinkerton hoặc tổ chức tương tự" không được làm việc cho "Chính phủ Hoa Kỳ hoặc chính quyền quận Columbia."
Các điệp viên Pinkerton cũng được thuê để theo dõi các tội phạm miền Tây như Jesse James, băng anh em Reno, và Bọn hoang dã của Butch Cassidy, bao gồm Butch Cassidy và Sundance Kid.

## Việc làm
Nhiều thám tử/tư vấn viên tư có kiến thức học thuật và kinh nghiệm thực tế đặc biệt thường làm việc cùng với các luật sư bảo vệ trong các vụ án hình sự và vụ án liên quan đến tử hình. Có những người là nhà điều tra bảo hiểm, chuyên điều tra các yêu cầu bồi thường gây nghi ngờ. Trước khi ly dị không cần lỗi được áp dụng, nhiều thám tử tư đã tìm kiếm bằng chứng về ngoại tình hoặc hành vi khác trong hôn nhân để lấy lý do ly dị. Mặc dù không phải ở tất cả các quốc gia đều có yêu cầu pháp lý cho bằng chứng như vậy, theo thông tin từ báo chí, việc thu thập chứng cứ về ngoại tình hoặc "hành vi xấu" của vợ chồng hoặc đối tác vẫn là một trong những công việc mang lại lợi nhuận cao nhất cho họ, vì các tranh chấp hiện nay liên quan đến quyền nuôi con, trợ cấp và tranh chấp tài sản hôn nhân.
Thám tử tư cũng có thể thực hiện "due diligence" (công việc kiểm tra tính chính xác) cho một nhà đầu tư đang xem xét đầu tư với một nhóm đầu tư, quản lý quỹ hoặc các công ty kinh doanh có nguy cơ cao khác. Điều này giúp nhà đầu tư tiềm năng tránh trở thành nạn nhân của gian lận. Một nhà điều tra có giấy phép và kinh nghiệm có thể tiết lộ rằng việc đầu tư có rủi ro và/hoặc nhà đầu tư có lý lịch đáng ngờ. Công việc này ngày càng phổ biến hơn trong thế kỷ 21 do xuất hiện các báo cáo công khai về các "mô hình Ponzi" và các hình thức đầu tư gian lận khác.
Tuy nhiên, cũng có những trường hợp thám tử tư bị liên quan đến hoạt động tham nhũng, làm việc cho tội phạm như rình rập và trùm tội phạm. Công việc của họ có thể là truy tìm những nạn nhân đã trốn thoát, tội phạm đối thủ và/hoặc nhân chứng đã ẩn nấp, hoặc thu thập chứng cứ để áp lực đối với các nhân chứng, nguồn tin, công tố viên và/hoặc các nhà điều tra của cảnh sát. Những thông tin này có thể được sử dụng trong các phiên xử sắp tới.

## Điều kiện hành nghề
Mỗi quốc gia trên thế giới đều có những quy định về điều kiện hành nghề của thám tử tư, nhằm đảm bảo các thám tử tư này hoạt động đúng khuôn khổ pháp luật, bảo đảm quyền của công dân (đặc biệt là quyền bí mật đời tư), và nhằm đảm bảo việc quản lý nhà nước có hiệu quả đối với dịch vụ này.
Tại Mỹ, hầu hết các bang đều có quy định về nghề thám tử tư. Ví dụ như bang Georgia đã thành lập một bộ phận phụ trách hoạt động của thám tử tư gồm bảy thành viên do Thống đốc bang bổ nhiệm. Mỗi năm, bộ phận này họp ít nhất là tám lần để giải quyết các việc như cấp phép hành nghề, giải quyết khiếu nại, tố cáo liên quan đến thám tử tư, ra quyết định kỷ luật các thám tử tư vi phạm quy chế...
Việc cấp giấy phép hành nghề thám tử tư rất chặt chẽ. Hai tiêu chuẩn được coi là quan trọng là:
- Lý lịch tốt, đáp ứng điều kiện như không có tiền án tiền sự, không gặp phải các vấn đề tiêu cực về tài chính, tiền bạc...
- Kinh nghiệm nghề nghiệp. Tùy theo từng tiểu bang, ứng viên buộc phải có quá trình hai hay ba năm thực sự làm công tác điều tra cho một cơ quan điều tra của nhà nước hay một công ty thám tử tư được cấp phép. Nếu không có giấy phép thì thám tử tư sẽ không được hoạt động.[1] Kinh nghiệm nghề nghiệp này phải do chính các thám tử tự tích lũy qua quá trình học hỏi.[9]
- Có đạo đức nghề nghiệp. Thám tử tư là một nghề nhạy cảm bởi khi hành nghề, có được những thông tin "thâm cung bí sử" mà nếu tiết lộ cho người khác biết, thường họ sẽ có một khoản lợi nhuận, điều đó đòi hỏi người theo nghề không chỉ có nghiệp vụ, mà còn phải có đạo đức, cái tâm với nghề.[10]

## Công việc chính
Lĩnh vực hoạt động của thám tử tư nhìn chung có tính mở rộng, giúp giải quyết được nhiều vấn đề đang gây bức xúc lớn cho thân chủ thuộc nhiều thành phần. Ví dụ như: các công ty bảo hiểm cần tới thám tử tư để xác minh những trường hợp khai man, dàn dựng tai nạn để nhận tiền bảo hiểm. Các tập đoàn kinh doanh nhờ thám tử tư phát hiện gián điệp ăn cắp thông tin trong số hàng ngàn nhân viên của mình. Luật sư cũng nhờ thám tử tư thu thập thêm chúng cứ, tìm kiếm nhiều nhân chứng quan trọng để tăng khả năng thành công trong việc bào chữa cho thân chủ.
Ở một số nước phần lớn là nhu cầu tìm hiểu những vấn đề liên quan đến quan hệ gia đình như tìm hiểu về các mối quan hệ đáng ngờ của vợ chồng, con cái, tìm kiếm người già lạc đường, con trẻ bỏ nhà đi… đồng thời cũng xuất hiện nhiều nhu cầu như: Cung cấp thông tin phục vụ bảo vệ quyền sở hữu trí tuệ, sở hữu công nghiệp, chống hàng giả, hàng nhái, tìm hiểu về đối tác trước khi quyết định hợp tác làm ăn, tìm hiểu tài sản của con nợ để dễ đòi, và gần đây nhất là nhu cầu của giới trẻ muốn tìm hiểu kỹ hơn về "nửa kia" trước khi tiến tới hôn nhân.
Trong con mắt của các bà vợ hay ghen, thám tử tư là người giúp họ phát hiện "bồ nhí" của đức ông chồng và theo dõi sát nút họ, truy tìm những cuộc ngoại tình. Đây là một hoạt động chính và được biết đến nhiều nhất của thám tử tư tại Việt Nam. nhiều bạn trẻ cũng muốn tìm hiểu chân dung của người yêu trước khi kết hôn.
Thám tử tư cũng có tác dụng rất đắc lực trong việc truy tìm tung tích của những trẻ em bỏ nhà lang thang. Trên thực tế không phải lúc nào trẻ "có vấn đề" cũng nhờ đến công an được. Như đối với những trường hợp mới chỉ có "dấu hiệu" như phản ứng với bố mẹ, thay đổi tích cách hoặc đứa trẻ bỏ nhà đi hôm trước hôm sau về... thì khó có thể nhờ đến công an chính vì vậy dịch vụ thám tử tư là một lựa chọn đắc dụng. và thực tế có nhiều vụ việc đạt kết quả tốt nhờ dịch vụ này.
Mặc dù thám tử tư có tác dụng hỗ trợ rất lớn trong việc điều tra, phá án nhưng trong quá trình hoạt động, cũng có những phản ánh về việc thám tư tư cố tình xâm phạm bí mật đời tư, gây hậu quả nghiêm trọng cho người khác, hay thông qua hoạt động của họ đã tiếp tay cho các vụ trả thù, án mạng. hoặc lợi dụng những thông tin họ có được để trục lợi bất chính như tống tiền hoặc đe dọa chính thân chủ của mình.

## Trong văn hóa
Thám tử tư được biết đến nhiều trong các phim ảnh, tiểu thuyết, truyện tranh... Trong đó, nhà thám tử tư nổi tiếng nhất thế giới và sống mãi qua mọi thời đại là Sherlock Holmes, nhân vật trong bốn quyển tiểu thuyết và 56 truyện ngắn của nhà văn người Anh Arthur Conan Doyle.

## Tại Việt Nam
Tại Việt Nam, một số ý kiến cho rằng nhu cầu sử dụng dịch vụ thám tử tư trong xã hội càng ngày càng nhiều. Nếu như trước đây chỉ những người có điều kiện kinh tế khá mới dám nhờ thám tử thì hiện nay ở một số thành phố lớn, nhất là Hà Nội và Thành phố Hồ Chí Minh.
Pháp luật Việt Nam hiện hành quy định điều tra là thẩm quyền của cơ quan Nhà nước. Theo Luật Đầu tư và Nghị định số 108/2006/NĐ-CP và Nghị định số 52/2008/NĐ-CP được Chính phủ ban hành có quy định các doanh nghiệp kinh doanh dịch vụ bảo vệ thuộc mọi thành phần kinh tế không được tiến hành điều tra, hoạt động thám tử tư dưới mọi hình thức, trực tiếp hoặc thông qua người khác xâm hại quyền tự do cá nhân của tổ chức, cá nhân… tuy nhiên do xuất phát từ nhu cầu xã hội, những văn phòng thám tử vẫn mọc lên như nấm sau mưa.
Trong những năm gần đây, dịch vụ thám tử tư phát triển rất mạnh mẽ và thường xuất hiện dưới dạng dịch vụ cung cấp thông tin. Các dịch vụ thuê thám tử phổ biến ở Việt Nam hiện nay là: Dịch vụ thuê thám tử điều tra thông tin, thuê thám tử tìm địa chỉ nhà, thuê thám tử theo dõi, tra thông tin số điện thoại, thuê thám tử xác minh thông tin, dịch vụ thuê thám tử tìm người, dịch vụ giám định ADN, điều tra nguồn hàng giả,...
Phí thuê thám tử khoảng một triệu đồng một ngày. Với những vụ theo dõi ngoại tình, tìm con cái... mất nhiều ngày thì khách phải trả vài chục triệu đồng cho một hợp đồng. ngoài ra thì một số nhà cung cấp dịch vụ Internet cũng có những động thái cho thấy họ đã tham gia vào dịch vụ này.
Nhìn chung, ở Việt Nam, cần có một hành lang pháp lý rõ ràng cho nghề thám tử tư, thực tế có nhiều trường hợp thám tử tư hoạt động chui vì vậy nhiều ý kiến cho rằng cần phải có một quy định cho họ hoạt động.